# Bukowiec (Wągrowiec)
Pour les articles homonymes, voir Bukowiec.
Bukowiec (prononciation : [buˈkɔvjɛt͡s]) est un village polonais de la gmina de Wągrowiec dans le powiat de Wągrowiec de la voïvodie de Grande-Pologne dans le centre-ouest de la Pologne.
Il se situe à environ 9 km au nord-est de Wągrowiec (siège de la gmina et du powiat) et à 57 km au nord-est de Poznań (capitale de la Grande-Pologne).

## Histoire
De 1975 à 1998, le village faisait partie du territoire de la voïvodie de Piła.

Depuis 1999, Bukowiec est situé dans la voïvodie de Grande-Pologne.